# Andrew Feustel
Andrew Jay Feustel (Lancaster, 25 de agosto de 1965) é um ex-astronauta norte-americano, veterano de três missões espaciais.

## Biografia
Formado em geofísica e ciências da terra, trabalhou por cinco anos na indústria até ser selecionado pela NASA em julho de 2000, como especialista de missão. Após completar o treinamento de dois anos, passou a trabalhar no Departamento de Astronautas da agência espacial. Em 2006, participou como aquanauta do programa NEEMO 10, vivendo e trabalhando por sete dias no laboratório de pesquisas submarinas  Aquarius, na costa da Flórida.
Em 11 de maio de 2009 foi ao espaço pela primeira vez como especialista de missão da Atlantis STS-125, a última missão do ônibus espacial de manutenção ao telescópio espacial Hubble, numa expedição de treze dias. Nesta missão ele fez três caminhadas espaciais para reparar o telescópio, passando um total de vinte horas e meia fora da espaçonave.
Sua segunda missão foi a bordo da Endeavour na STS-134, a última missão ao espaço deste ônibus espacial, lançada em 16 de maio de 2011, cujo principal objetivo foi a colocação em órbita do Espectômetro Magnético Alpha, e onde ele fez mais três caminhadas espaciais. Após o encerramento dos 16 dias da missão, Feustel voltou à Terra em 1 de junho, pousando em Cabo Kennedy com a tripulação da Endeavour, o último pouso do ônibus espacial.
Ele voltou ao espaço sete anos depois, em 21 de março de 2018, já na era pós-ônibus espacial, para sua terceira missão e a primeira de longa duração na ISS. Foi lançado do Cosmódromo de Baikonur com a tripulação da nave Soyuz MS-08 para seis meses de permanência e experiências na ISS como integrante das Expedições 55 e 56 na estação. Serviu como engenheiro de voo na 55 e comandou a 56. Durante esta missão ele fez outra caminhada espacial, a sétima da carreira e a primeira tendo como base a ISS, para instalar equipamentos de comunicação sem fio no exterior do módulo Tranquility. Retornou em 4 de outubro de 2018, após acumular mais 197 dias em órbitas, seis vezes mais nesta missão que em suas duas missões anteriores.
Aposentou-se da NASA em julho de 2023.